# Leucothyreus pilosellus
Leucothyreus pilosellus är en skalbaggsart som beskrevs av Blanchard 1851. Leucothyreus pilosellus ingår i släktet Leucothyreus och familjen Rutelidae. Inga underarter finns listade i Catalogue of Life.